# Гасфорт, Всеволод Густавович
Все́волод Гу́ставович Гасфо́рт (1822 — 29 января 1892) — русский военный деятель: генерал-майор, командир Казанского пехотного полка 16-й пехотной дивизии в период Первой обороны Севастополя 1854—1855 годов.

## Биография
Родился в 1822 году — сын Густава Христиановича Гасфорта и Евгении Васильевны Гасфорд в девичестве Безродной.
В службу вступил 30 августа 1841 года. В 1848 году — первым по списку, с награждением малой серебряною медалью — окончил Императорскую Николаевскую военную академию.
В период Первой обороны Севастополя 1854—1855 годов был командиром Казанского пехотного полка 16-й пехотной дивизии.

«Левый фланг защищался так называемой Госфортовою высотою, потому что Гасфорт со своим полком защищал её…». 
— мемуары одного из участников этих событий, опубликованные в 1915 году в журнале «Исторический вестник».
Полковник с 28 января 1854 года, ранен в начале августа 1855 года. Военный агент в Италии. Генерал-майор с 30 августа 1862 года.
Скончался в 29 января 1892 года, похоронен на кладбище Пер-Лашез.

## Награды
- Орден Святой Анны 3-й ст. (1843; с бантом в 1847)[1][2]
- Орден Святой Анны 2-й ст. (1847; императорская корона к ордену в 1853)
- Золотая полусабля «За храбрость» (1855)
- Орден Святого Владимира 3-й ст. с мечами (1856)
- Орден Святого Станислава 1-й ст. (1864)

иностранные
- Итальянский Орден Святых Маврикия и Лазаря 2-й ст. (1863)

## Память
- гора Гасфорта — первое упоминание этой горы под именем Гасфорта, доминирующей сегодня над автотрассой Севастополь—Ялта, над селом Хмельницким, над Черной речкой, относится только к временам окончания Крымской войны. Ранее она именовалась по высоте над уровнем моря или по несохранившимся до наших дней топонимам.

Действительно, топоним «гора Гасфорта» появился только после окончания войны. Военные историки и военачальники в мемуарах так стали называть безымянную гору над речкой Черной по имени полковника Всеволода Гасфорта.